# Moonlight Shadow
„Moonlight Shadow“ je píseň britského multiinstrumentalisty Mika Oldfielda. Vydána byla jako jeho čtrnáctý singl v květnu 1983 a v červenci téhož roku vystoupala na 4. příčku britské hudební hitparády. Z písně „Moonlight Shadow“ se stal všeobecně známý hit, jedná se zřejmě o nejslavnější Oldfieldovu skladbu.
V písničce „Moonlight Shadow“ zpívá Maggie Reillyová, Oldfieldova dvorní zpěvačka první poloviny 80. let. B stranu singlu potom zabírá píseň „Rite of Man“, jejíž hlavní vokály zpívá sám Oldfield, což je u tohoto hudebníka neobvyklé.
V roce 1983 byla, kromě standardní verze na sedmipalcové gramofonové desce, rovněž vydána varianta na desce dvanáctipalcové s prodlouženou verzí písní „Moonlight Shadow“.
O pět let později byla píseň „Moonlight Shadow“ vydána jako první Oldfieldův singl na CD (malém třípalcovém). Jedná se o rozšířenou verzi z roku 1983, k níž byly přidány další dvě skladby: píseň „To France“ a instrumentálka „Jungle Gardenia“ (obě z roku 1984).
V roce 1993 bylo při příležitosti vydání kompilace Elements: 1973–1991 provedeno opětovné vydání singlu „Moonlight Shadow“ na CD (klasickém pětipalcovém) s upraveným seznamem skladeb.
Píseň „Moonlight Shadow“ existuje též mnoha coververzích. Příkladem může být německá verze „Nacht voll Schatten“ (Noc plná stínů), japonská „Ningen-tte Sonna Mono ne“ od zpěvačky Kokie, danceová verze, punk rocková píseň od srbské skupiny KBO! a mnoho dalších.

## Seznam skladeb
7" verze (1983)
1. „Moonlight Shadow“ (Oldfield) – 3:37
2. „Rite of Man“ (Oldfield/Oldfield, Parker) – 2:21

12" verze (1983)
1. „Moonlight Shadow (Extended Version)“ (Oldfield) – 5:18
2. „Rite of Man“ (Oldfield/Oldfield, Parker) – 2:21

3" CD verze (1988)
1. „Moonlight Shadow (Extended Version)“ (Oldfield) – 5:18
2. „Rite of Man“ (Oldfield/Oldfield, Parker) – 2:21
3. „To France“ (Oldfield) – 4:43
4. „Jungle Gardenia“ (Oldfield) – 2:45

5" CD verze (1993)
1. „Moonlight Shadow“ (Oldfield) – 3:35
2. „Moonlight Shadow (Extended Version)“ (Oldfield) – 5:18
3. „In the Pool“ (Oldfield) – 3:40
4. „Bones“ (Oldfield) – 3:19

## Obsazení
Moonligth Shadow
- Mike Oldfield – elektrické kytary, akustické kytary, syntezátor
- Maggie Reilly – zpěv
- Simon Phillips – bicí
- Phil Spalding – baskytara

Rite of Man
- Mike Oldfield – zpěv, akordeon, syntezátor, kytara, perkuse
- Simon Phillips – bicí, doprovodné vokály, perkuse
- Pierre Moerlen – doprovodné vokály, perkuse
- Jeremy Parker – doprovodné vokály, perkuse

## České coververze
- Bílý měsíc, český text Miroslav Černý, interpret Michaela Linková (1983)
- Ráno s tebou, interpret Ivana Kraisová (1983)
- Zůstat s tebou, interpret rocková skupina Bagr, album Mademoiselle Minette (2000)
- Má ji šedou, interpret Punk Floid (2004)